# ヨーグレット

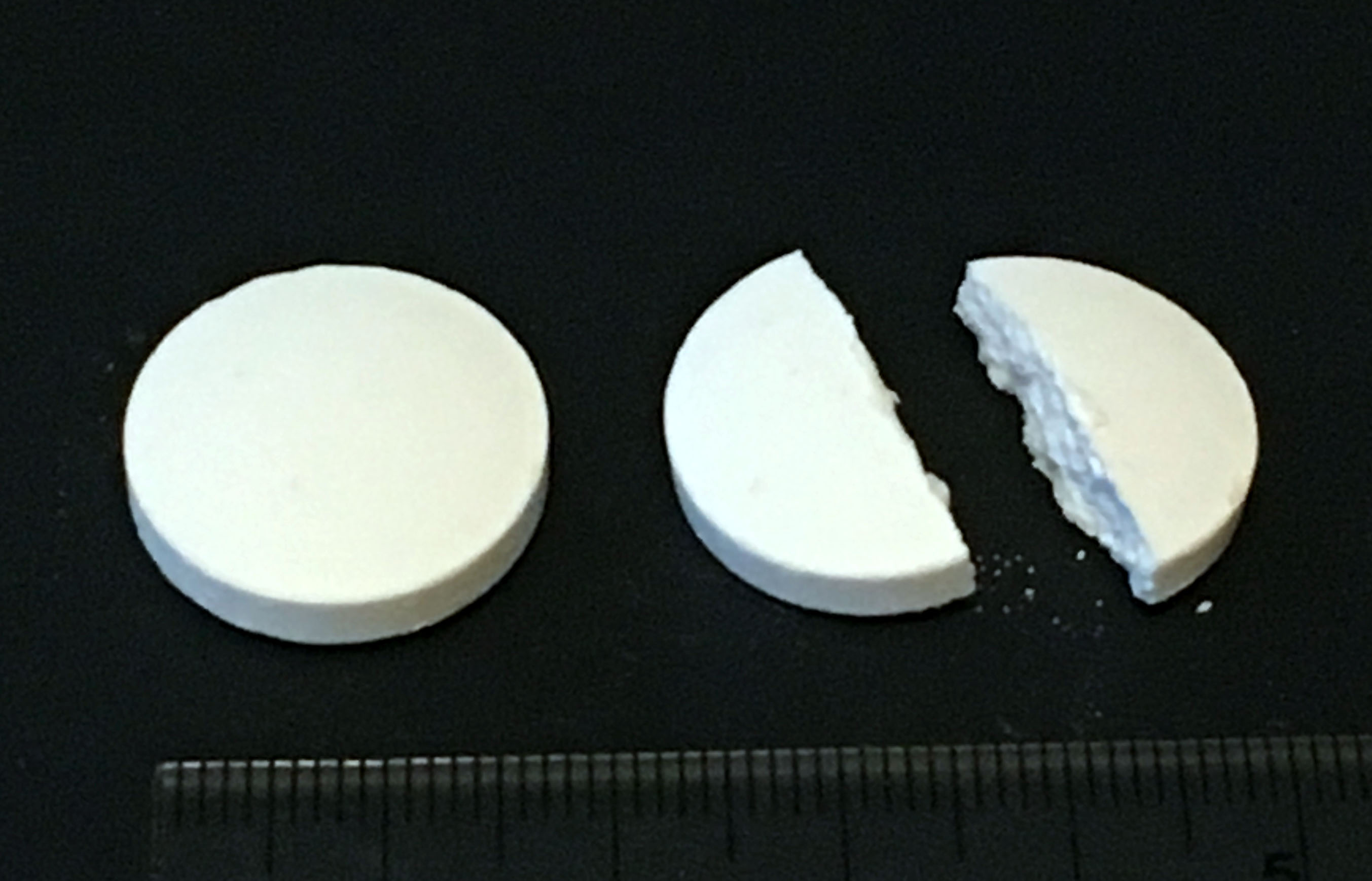

ヨーグレット（YOGLET）は、アトリオン製菓が発売している菓子である。

## 概要
1979年に明治製菓（現・明治）から発売された錠菓。箱の裏には、なぞなぞがついている。
錠菓以外にも2009年にポッカとのコラボレーションでドリンクタイプがポッカの商品として缶ジュースが自動販売機発売され、翌2010年に紙パックの1000mlと500mlが明治乳業の商品として発売されている。2013年には、チョコがけのヨーグレットが発売されており、サンリオとのコラボパッケージが期間限定で販売された。
明治グループの再編後も、明治の子会社であった明治産業が製造し、明治が販売していたが、明治が2023年5月10日に明治産業を丸紅に売却したことにより、本菓子の商標権も明治産業に移管された。明治産業は丸紅子会社となった際に社名を「アトリオン製菓」に変更したため、販売元もアトリオン製菓となった。明治では2023年5月末までにヨーグレットの販売を終了している。また将来的には丸紅がヨーグレットの商標権を取得する予定であるとしている。